# Fatjon Celani
Fatjon Celani (født 14. januar 1992 i München, Tyskland) er en tysk fodboldspiller. Han spiller primært i angrebet.